# غورديكسولا
بلدية غورديكسولا (بالإسبانية: Gordexola)‏ هي بلدية تقع في مقاطعة بيسكاي, التي تقع في منطقة الباسك شمالي إسبانيا.

## وصلات خارجية
- (بالإسبانية)